# Koei (företag)
Koei Co., Ltd. är ett japanskt företag som publicerar och utvecklar datorspel. Företaget grundades 1978 och har sitt säte i Yokohama, Kanagawa prefektur.
Den 1 april 2009 slog sig företaget ihop med Temco och bildade Tecmo Koei. Koei bytte namn till Tecmo Koei Games ett år senare och sedan till Koei Tecmo Games den 1 juli 2014.
År 2020 utvecklade företaget ett spel till konsolen Nintendo Switch vid namn "Hyrule Warriors: Age of Calamity". Spelet utspelar sig ett sekel före händelserna i spelet "The Legend of Zelda: Breath of the Wild".